# Isotono
Si dicono isotoni atomi aventi lo stesso numero di neutroni (ovvero lo stesso numero neutronico N), ma con differente numero di protoni (numero atomico Z); di conseguenza, anche il numero di massa A risulta diverso. Il numero di neutroni nel nucleo di un atomo può anche essere nullo, diversamente dal numero dei protoni, ma non esiste una coppia di isotoni stabili con N = 0, esiste solo 1H, stabile senza neutroni.

## Origine del termine

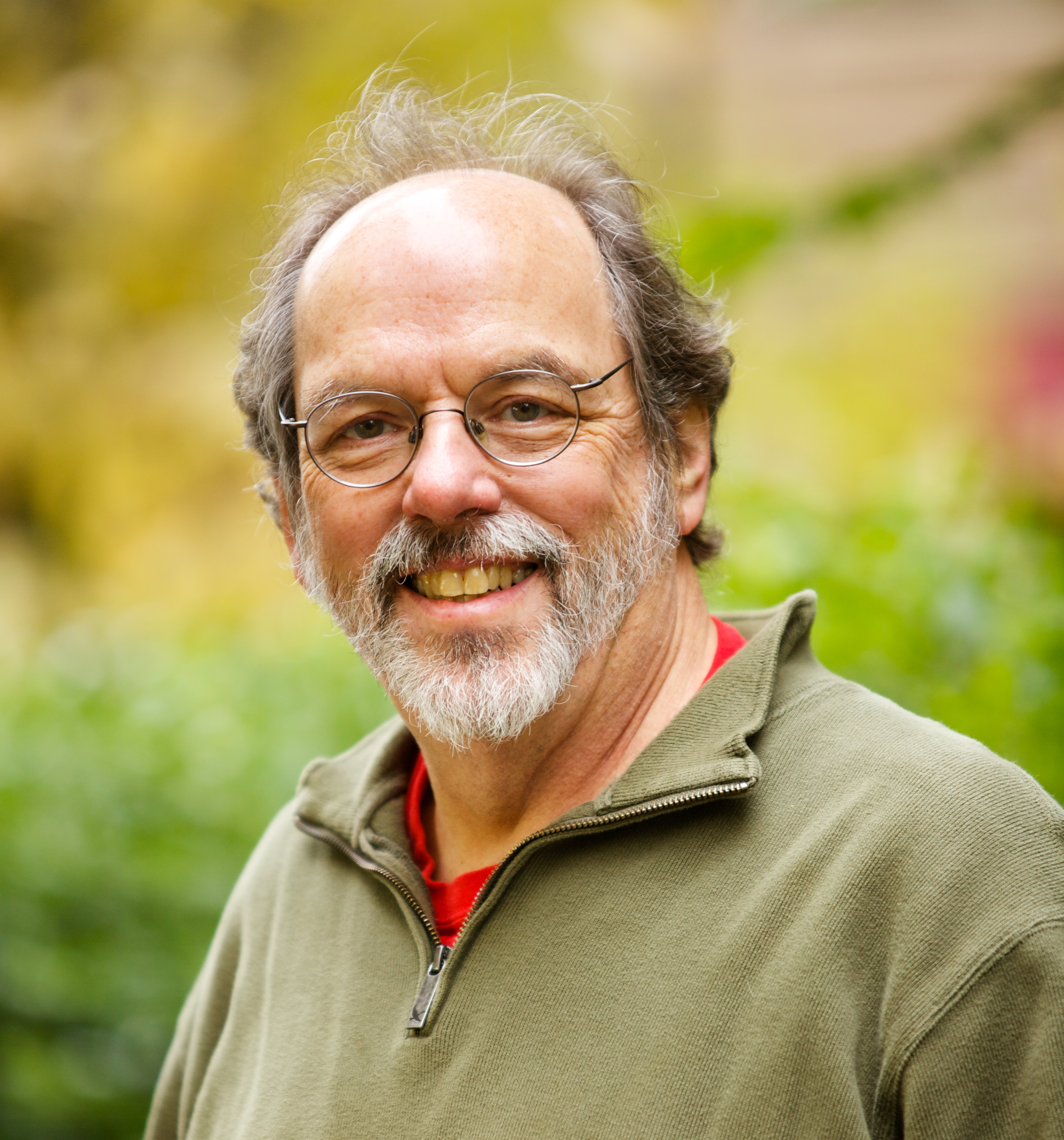
Ward Cunningham, inventore di wiki

Diversamente da «isòtopo» e da «isòbaro», che hanno entrambi un'etimologia greca che ben rispecchia il loro significato, il termine «isòtono» venne coniato dal fisico Guggenheimer rimpiazzando in isotope la lettera «p» di protone con la lettera «n» di neutrone, a dare isotone. In ogni caso, il significato etimologico di isotono (da ísos e tonos) sarebbe «uguale pressione»,  o «uguale tensione», concetti che non sembrano essere attinenti al numero di neutroni.

## Esempi
- isotoni con numero neutronico pari a 1: 3He e 2H
- isotoni con numero neutronico pari a 7: 13C e 14N.